# Bodo Kox
Bodo Kox, de son vrai nom, Bartosz Koszała est un réalisateur et scénariste polonais, né le 22 avril 1977 à Wrocław.

## Filmographie

### Réalisateur et scénariste
- 2012 : Dziewczyna z Szafy
- 2007 : Nie panikuj!
- 2006 : Sobowtór
- 2005 : Marco P. i złodzieje rowerów
- 2004 : Silverman
- 2013 : La Fille de l'Armoire (Dziewczyna z szafy)
- 2017 : The Man with the Magic Box (Człowiek z magicznym pudełkiem)

### Acteur
- 2009 : Wojna polsko-ruska
- 2007 : Pitbull, Marek Mużyło
- 2007 : Nie panikuj!
- 2006 : Sobowtór
- 2005 : Emilia
- 2005 : Homo Father
- 2005 : Ugór
- 2004 : Krew z nosa
- 2003 : Bolączka sobotniej nocy